# ニューズ・ライン
ニューズ・ラインは、新潟県新潟市中央区に本社を置き、新潟県内の女性向け月刊情報誌「新潟Komachi」、自動車情報誌「くるまる」、ブライダル情報誌「Komachi Wedding」、住宅情報誌「ハウジングKomachi」、週刊誌「TOWN WEEKLY 新潟」などを発行する出版社。

## 概要
主力誌である「月刊新潟こまち」は20-35歳の女性が対象で、2014年現在の発行部数は5万5000部である。また、ラーメン店の情報や人脈が豊かである。
2000年（平成12年）には、長野市の出版社である日本文化社とフランチャイズ契約を結び、有限会社（現在は株式会社）「長野こまち」から長野県版の女性向け情報誌となる「長野こまち」を発行することで長野県に進出した。また、愛媛県でも「愛媛こまち」を発行している。
同年には、インターネットを使ったマーケティング事業に参入している。
2001年には、新潟市にある地図情報会社の「ブレス」とともに、新潟県内の自治体のホームページ向けに生活情報を提供するサービスを開始。
2002年には、セブンイレブン・ジャパンと共同でチルドタイプの生カップ麺「カップ生 新潟こまちラーメン」を開発した。